# Judith Rossner
Judith Rossner (Manhattan, 31 de março de 1935 – Manhattan, 9 de agosto de 2005) foi uma escritora estadunidense.

## Obras
- To the Precipice (À beira do precipício, 1966);
- Nine Months in the Life of an Old Maid (Nove meses na vida de uma solteirona)(1969);
- Any Minute I Can Split (1972);
- Looking for Mr. Goodbar (De bar em bar, 1975);
- Attachments (Transas, 1977)
- Emmeline (Emeline) (1980)
- August (Agosto, 1983)
- Olivia (1994)
- Perfidia (Perfídia, 1997)